# Gladstaartreuzenrat
De gladstaartreuzenrat (Mallomys rothschildi) is een knaagdier uit het geslacht Mallomys.

## Kenmerken
Deze soort is kleiner en heeft een langere staart dan de andere soorten van het geslacht. Het is de enige soort met een zwarte buik. De kop-romplengte bedraagt 344 tot 400 mm, de staartlengte 343 tot 417 mm, de achtervoetlengte 63 tot 67,2 mm, de oorlengte 27,3 tot 30 mm en het gewicht 925 tot 1500 gram. Vrouwtjes hebben 1+2=6 mammae.

## Leefwijze
Het dier brengt de dag door in een grot of holle boom. Het dier blokkeert de ingang met bladeren en mos. Per worp wordt er één jong geboren. Als het dier gevangen wordt, is het agressief en bijt het, maar al snel wordt het tam. Het dier eet knoppen en bladeren, onder andere van bamboe. 's Nachts voedt het zich in de bomen.

## Ondersoorten
Er zijn twee ondersoorten:
- Mallomys rothschildi rothschildi (Papoea-Nieuw-Guinea)
- Mallomys rothschildi weylandi (Indonesië)

## Verspreiding
Deze soort komt voor in de bergen van Nieuw-Guinea. Dit dier komt in de Centrale Cordillera voor op 1550 tot 3700 m van de Weyland Range in het westen tot de Owen Stanley Range in het oosten. De Dani uit het Kwiyawagi-gebied van Papua noemen dit dier "tumbi", de Kalam (Madang Province) noemen hem "mosak", en de Telefol uit Sandaun Province noemen hem "resen". Mogelijk is dit dezelfde soort als Mallomys aroaensis.
Mallomys aroaensis · Bergwolrat (Mallomys gunung) · Mallomys istapantap · Gladstaartreuzenrat (Mallomys rothschildi)